# Clarkdale, Arizona
Clarkdale je gradić u američkoj saveznoj državi Arizona. Prema popisu stanovništva iz 2010. u njemu je živjelo 4,097 stanovnika.